# Turneja: Bilo jednom u Hrvatskoj
Bilo jednom u Hrvatskoj bila je koncertna turneja Marka Perkovića Thompsona i njegova sastava diljem Hrvatske i svijeta tijekom 2007. i 2008. godine, kojom je promoviran istoimeni album.

## Pozadina
Šesti studijski album Marka Perkovića, Bilo jednom u Hrvatskoj, izašao je u prodaju 8. prosinca 2006. godine. Pjesme su s tematikom iz hrvatske povijesti, a sam album je polučio velike uspjehe. Samo u 2007. prodan je u više od 45 tisuća primjeraka. Od dvanaest skladbi s albuma, samo su dvije bile izdane ranije; singl "Dolazak Hrvata", i za potrebe Hrvatskog radijskog festivala 2006., singl "Tamo gdje su moji korijeni", koji je i pobijedio na festivalu u zabavnoj kategoriji.

## Turneja
Četiri mjeseca nakon predstavljanja i izdanja albuma Bilo jednom u Hrvatskoj, Marko Perković Thompson i sastav sastavljen od Damira Lipošeka Kexa, Tomislava Mandarića, Damira Šomena, Fedora Boića i Tihe Orlića kreće na svjetsku turneju uključujući Hrvatsku, Bosnu i Hercegovinu, SAD, Kanadu te Australiju. Turneja je počela u Vukovaru 13. travnja 2007., a završena 13. lipnja 2008. u Ljubuškom u Bosni i Hercegovini.
Najveći je koncert održan 17. lipnja 2007. u Zagrebu, na stadionu Maksimir, s više od 70 tisuća posjetitelja. Sam je Perković prije koncerta najavio da će to biti vrhunac njegove glazbene karijere. Slijedi ga koncert na Starom placu u Splitu.
Mač „Benediktov križ” prvi put se koristio na pozornici tijekom ove turneje 2007. godine. Mač je nastao prema križu kojim je sv. Benedikt blagoslivljao i odgonio sile tame. Na maču su ispisana četiri slova: CSPB - „Crux Sancti Patris Benedicti”, tj. „Križ Svetog Oca Benedikta”.

### Nadnevci i mjesta koncerata
| #   | 2007.         | 2007.          | 2007.               | 2007.                        |
| #   | nadnevak      | grad           | država              | prostor                      |
| 1.  | 13. travnja   | Vukovar        | Hrvatska            | Športska dvorana Borovo      |
| 2.  | 14. travnja   | Đakovo         | Hrvatska            | Nastavno-športska dvorana    |
| 3.  | 21. travnja   | Frankfurt      | Njemačka            | Ballsporthalle               |
| 4.  | 27. travnja   | Imotski        | Hrvatska            |                              |
| 5.  | 28. travnja   | Šibenik        | Hrvatska            | Dvorana Baldekin             |
| 6.  | 1. svibnja    | Sisak          | Hrvatska            |                              |
| 7.  | 5. svibnja    | Beč            | Austrija            |                              |
| 8.  | 10. svibnja   | Sarajevo       | Bosna i Hercegovina |                              |
| 9.  | 11. svibnja   | Slavonski Brod | Hrvatska            |                              |
| 10. | 18. svibnja   | Knin           | Hrvatska            |                              |
| 11. | 25. svibnja   | Virovitica     | Hrvatska            |                              |
| 12. | 2. lipnja     | Luzern         | Švicarska           |                              |
| 13. | 17. lipnja    | Zagreb         | Hrvatska            | Stadion Maksimir             |
| 14. | 27. srpnja    | Split          | Hrvatska            | Stari plac                   |
| 15. | 18. kolovoza  | Sukošan        | Hrvatska            |                              |
| 16. | 15. rujna     | Dubrovnik      | Hrvatska            |                              |
| 17. | 21. rujna     | Požega         | Hrvatska            |                              |
| 18. | 23. rujna     | Kutina         | Hrvatska            |                              |
| 19. | 27. rujna     | Mostar         | Bosna i Hercegovina | Stadion pod Bijelim brijegom |
| 20. | 29. rujna     | Gospić         | Hrvatska            |                              |
| 21. | 30. rujna     | Osijek         | Hrvatska            | Športska dvorana Zrinjevac   |
| 22. | 2. studenoga  | New York       | SAD                 |                              |
| 23. | 3. studenoga  | New York       | SAD                 |                              |
| 24. | 4. studenoga  | Toronto        | Kanada              |                              |
| 25. | 9. studenoga  | Cleveland      | SAD                 |                              |
| 26. | 10. studenoga | Chicago        | SAD                 |                              |
| 27. | 11. studenoga | Los Angeles    | SAD                 |                              |
| 28. | 16. studenoga | Vancouver      | Kanada              |                              |
| 29. | 18. studenoga | San Francisco  | SAD                 |                              |
| 30. | 30. studenoga | Novi Travnik   | Bosna i Hercegovina |                              |
| 31. | 1. prosinca   | Tomislavgrad   | Bosna i Hercegovina |                              |
| 32. | 8. prosinca   | Čapljina       | Bosna i Hercegovina |                              |
| 33. | 9. prosinca   | Široki Brijeg  | Bosna i Hercegovina | Dvorana Pecara               |
| 34. | 15. prosinca  | Koprivnica     | Hrvatska            |                              |
| 35. | 16. prosinca  | Daruvar        | Hrvatska            |                              |
| 36. | 22. prosinca  | Slavonski Brod | Hrvatska            |                              |
| 37. | 23. prosinca  | Bjelovar       | Hrvatska            |                              |
| 38. | 29. prosinca  | Melbourne      | Australija          | Festival Hall                |
| 39. | 31. prosinca  | Sydney         | Australija          |                              |
| #   | 2008.         | 2008.          | 2008.               | 2008.                        |
| #   | nadnevak      | grad           | država              | prostor                      |
| 40. | 5. siječnja   | Adelaide       | Australija          | Hrvatski športski centar     |
| 41. | 6. siječnja   | Perth          | Australija          | Burswood Theatre             |
| 42. | 25. siječnja  | Rijeka         | Hrvatska            | Dvorana Mladosti             |
| 43. | 1. veljače    | Krapina        | Hrvatska            |                              |
| 44. | 2. veljače    | Čakovec        | Hrvatska            |                              |
| 45. | 30. ožujka    | Zadar          | Hrvatska            | Dvorana Jazine               |
| 46. | 4. travnja    | Göteborg       | Švedska             |                              |
| 47. | 5. travnja    | Göteborg       | Švedska             |                              |
| 48. | 12. travnja   | Nova Gradiška  | Hrvatska            |                              |
| 49. | 13. travnja   | Varaždin       | Hrvatska            |                              |
| 50. | 18. travnja   | Karlovac       | Hrvatska            |                              |
| 51. | 19. travnja   | Županja        | Hrvatska            |                              |
| 52. | 21. svibnja   | Stuttgart      | Njemačka            |                              |
| 53. | 18. svibnja   | Zürich         | Švicarska           | Dvorana Dietikon             |
| 54. | 30. svibnja   | Zagreb         | Hrvatska            | Trg bana Jelačića            |
| 55. | 7. lipnja     | St. Andrä      | Austrija            |                              |
| 56. | 13. lipnja    | Ljubuški       | Bosna i Hercegovina | Stadion Babovac              |

### Odjek
Turneja je počinila mnogo uspjeha, popunjavala dvorane, a veliki rekord je ostvarila koncertima na Maksimiru u Zagrebu te koncertom u Splitu na starome placu, iz kojih potječe DVD izdanje turneje Bilo jednom u Hrvatskoj - Zagreb - Maksimir te CD izdanje Bilo jednom u Hrvatskoj - Split - Stari plac.

## Izdanja za CD i DVD

### DVD: Zagreb
Ovo je popis pjesama na Thompsonovom DVD izdanju turneje "Bilo jednom u Hrvatskoj" iz Maksimira: 
1. Uvod
2. Početak
3. Dolazak Hrvata
4. Duh ratnika
5. Ne varaj me
6. Prijatelji
7. Tamo gdje su moji korijeni
8. Moj Ivane
9. Stari se
10. Sine moj
11. Ratnici svjetla
12. Neću izdat ja
13. Moj dida i ja
14. E, moj narode
15. Kletva kralja Zvonimira
16. Reci, brate moj
17. Zaustavi se vjetre
18. Croatio, iz duše te ljubim (Tomislav Bralić i klapa Intrade)
19. Lijepa li si
20. Lipa Kaja
21. Iza devet sela
22. Bojna Čavoglave
23. Neka ni'ko ne dira u moj mali dio svemira
24. Geni kameni
25. Diva Grabovčeva
26. Dan dolazi
27. Lijepa li si

### CD: Split
Ovo je popis pjesama s Thompsonovog CD izdanja Bilo jednom u Hrvatskoj - Split - Stari plac
1. Uvod
2. Početak
3. Dolazak Hrvata
4. Duh ratnika
5. Ne varaj me
6. Moj dida i ja
7. E, moj narode
8. Kletva kralja Zvonimira
9. Zaustavi se vjetre
10. Lijepa li si
11. Lipa Kaja
12. Neka ni'ko ne dira u moj mali dio svemira
13. Diva Grabovčeva
14. Dan dolazi